# وقت خانه
وقتِ خانه (انگلیسی: Home Time) یک سریال کمدی-درام تلویزیونی است که در سال ۲۰۰۹ از شبکهٔ بی‌بی‌سی دو پخش شد. از بازیگران آن می توان به فیلیپ جکسون و کری گادلیمن اشاره کرد. این سریال در شهر کاونتری فیلمبرداری شد.